# Jethro Tull
Jethro Tull es una banda de rock progresivo británica que se formó a finales de 1967 y sigue aún en activo, lo que la convierte en una de las agrupaciones de rock más longevas.
Siempre ha sido liderada por el cantante y flautista escocés Ian Anderson, autor de prácticamente todas las canciones del grupo, y de hecho sus músicos se comportan como su apoyo, dado que es el único que ha permanecido desde su nacimiento; solamente el guitarrista Martin Barre se le acerca, estando desde el segundo álbum.
La banda logró mucha popularidad en la primera mitad de los años setenta con álbumes emblemáticos en la historia del rock como Aqualung y Thick as a Brick, y con el tiempo llegó a convertirse en un grupo de culto. Jethro Tull fue la primera banda en recibir un premio en los años 1970 por vender más entradas en el Madison Square Garden (Nueva York) que ningún otro grupo, generalmente teniendo que añadir un cuarto show en sus visitas dada la altísima demanda.

## Estilo
Su música, encuadrada en el rock progresivo, constituye una mezcla muy original de blues, folk inglés y hard rock, con pinceladas de música barroca, música medieval inglesa e incluso renacentista. El grupo desarrolla además una vertiente dedicada a originales canciones acústicas de difícil clasificación. En su sonido, destaca de forma particular la flauta de Ian Anderson, tocada de una forma magistral, que ha sido y sigue constituyendo una de las inconfundibles características del sonido de Jethro Tull, así como el sonido desgarrado de la guitarra eléctrica de Martin Barre.
Durante algunos años, el grupo incluyó dos brillantes teclistas conjuntamente, con lo que obtuvo un sonido de particular colorido y dimensión: los maestros John Evan y David Palmer. Este último realizaba además los arreglos orquestales. La participación del sobresaliente bajista y cantante John Glascock, -fallecido en 1979- dotó a la banda de una tímbrica muy personal, con una segunda voz y un excelente apoyo vocal y armónico. La formación también ha utilizado una gran variedad de instrumentos, en su mayoría tocados por el propio Ian Anderson, como el laúd, la mandolina, la balalaica, el saxofón, la armónica, la gaita, el acordeón y diversas clases de flautas. Salvo contadas excepciones, todos los temas interpretados por el grupo han sido compuestos por Ian Anderson, auténtico líder y factótum del grupo. Anderson es un personaje camaleónico, tanto en su aspecto como en su capacidad para reinventar continuamente su propia música, lo cual ha permitido a Jethro Tull mantenerse joven a pesar de los años.

## Historia

### Inicios (1963-1968)
La primera banda de Ian Anderson se llamó The Blades y fue fundada cuando él había cumplido 16 años, a mediados de 1963. Hacia 1966 se había transformado en un grupo de soul, que pasó a llamarse The John Evan Band (más tarde, The John Evan Smash), denominado en honor a su pianista, John Evans, que había quitado la s final de su apellido para que resultase menos ordinario. Barriemore Barlow era el batería inicial de dicha banda, como posteriormente lo volvería a ser, ya dentro de Jethro Tull, desde 1971. Sin embargo, tras trasladarse a Londres, la mayor parte del grupo abandonó la formación, por lo que Anderson y el bajista Glenn Cornick se unieron al guitarrista de blues Mick Abrahams y a su amigo, el batería Clive Bunker, ambos miembros de la banda McGregor's Engine.

#### Nombre

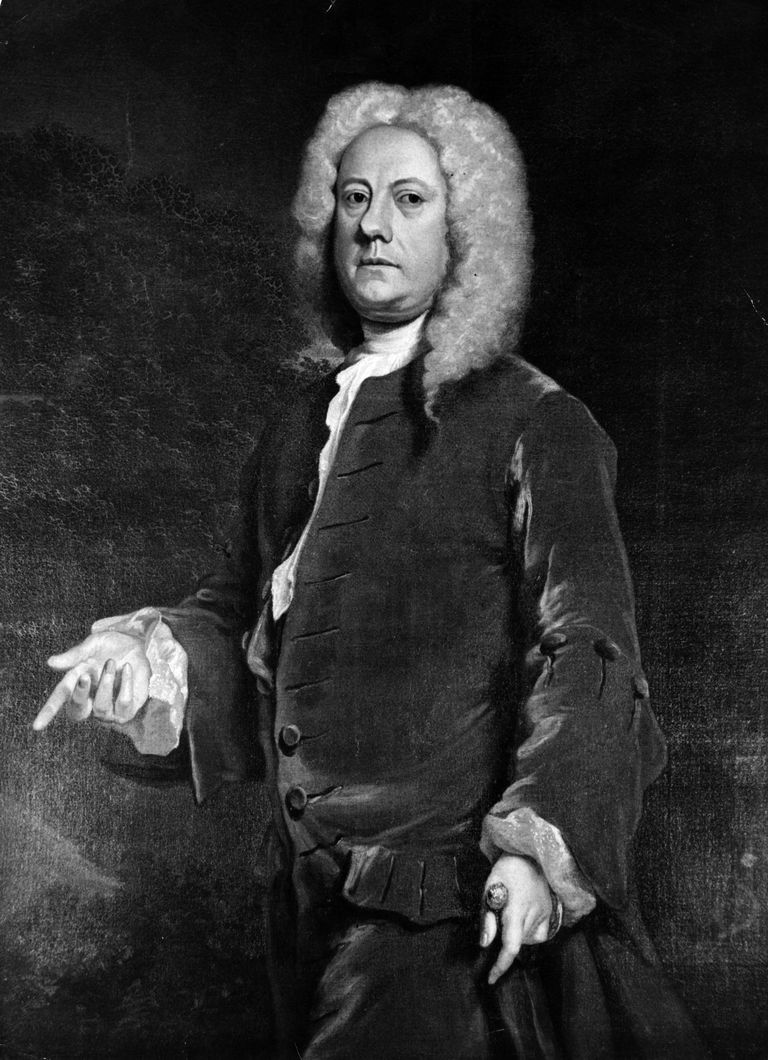
El auténtico Jethro Tull, agrónomo e inventor inglés.

En un principio tuvieron problemas para encontrar locales donde tocar, por lo que cambiaron de nombre frecuentemente, con el fin de seguir tocando en los clubes de Londres. Dichos nombres los elegían los distintos agentes que concertaban sus actuaciones, uno de los cuales, aficionado a la historia, los bautizó como Jethro Tull, en honor a un inventor agrícola que vivió en el siglo XVIII y que diseñó la primera máquina agrícola, denominada sembradera. La banda siguió usando este nombre solo porque fue el que usaron la primera vez que el encargado de un club los invitó a tocar en el mismo nuevamente.

#### El primer álbum:This Was(1968)
Grabaron un single que tuvo poco éxito (una canción pop escrita por Abrahams llamada "Sunshine Day", en el que el nombre de la banda apareció escrito erróneamente como Jethro Toe, convirtiéndose en un ítem de coleccionistas).
Su álbum de debut fue This Was en 1968.
Su formación estuvo integrada por Ian Anderson (voz, flauta y guitarra acústica), Glenn Cornick (bajo), Clive Bunker (batería) y Mick Abrahams (guitarra eléctrica). Al poco tiempo, Mick Abrahams se separó del grupo y fue sustituido por Martin Lancelot Barre, que forma parte del grupo desde entonces.
Con su versión de la pieza de jazz de Rahsaan Roland Kirk "Serenade to a Cuckoo" Anderson empezó a demostrar su talento como flautista.
Tras este álbum, debido a la competitividad en el liderazgo de la banda con Ian Anderson, Mick Abrahams dejó al grupo para formar su propia banda, Blodwyn Pig y posteriormente en solitario.
Existieron además otras razones que llevaron a su salida: Abrahams era un purista del blues, mientras que Anderson deseaba tocar también otros géneros musicales; en segundo lugar, Abrahams y Cornick no se llevaban bien y, por último, Abrahams no quería viajar al extranjero ni tocar más de tres noches por semana, mientras que los otros deseaban alcanzar el éxito tocando lo más frecuentemente posible y lograr una nutrida base de fanes internacionalmente. Anderson eligió reemplazarlo por Tony Iommi (más tarde de Black Sabbath). Iommi, sin embargo, no se sintió cómodo y abandonó tras unas pocas semanas, aunque aceptó tocar en la aparición de la banda en la película musical de los Rolling Stones The Rolling Stones Rock And Roll Circus. Iommi fue reemplazado por un exmiembro de Motivation, Penny Peeps y Gethsemane llamado Martin Barre, que impresionó a Anderson más que nada por su persistencia, puesto que, en su primera audición, estaba tan nervioso que apenas podía tocar, y, en una segunda audición posterior, apareció sin el cable para conectar su guitarra al amplificador. A pesar de esto, Barre se convertiría en el segundo miembro más estable después de Anderson (en la actualidad aún sigue en la banda) y en uno de los guitarristas de rock de mayor prestigio.
En 1968 el grupo encabezaría los festivales de Reading y Leeds, oficialmente llamados Carling Weekend, junto con The Nice y T. Rex.

### Rock progresivo (1969-1976): la primera edad dorada

#### Stand Up(1969)

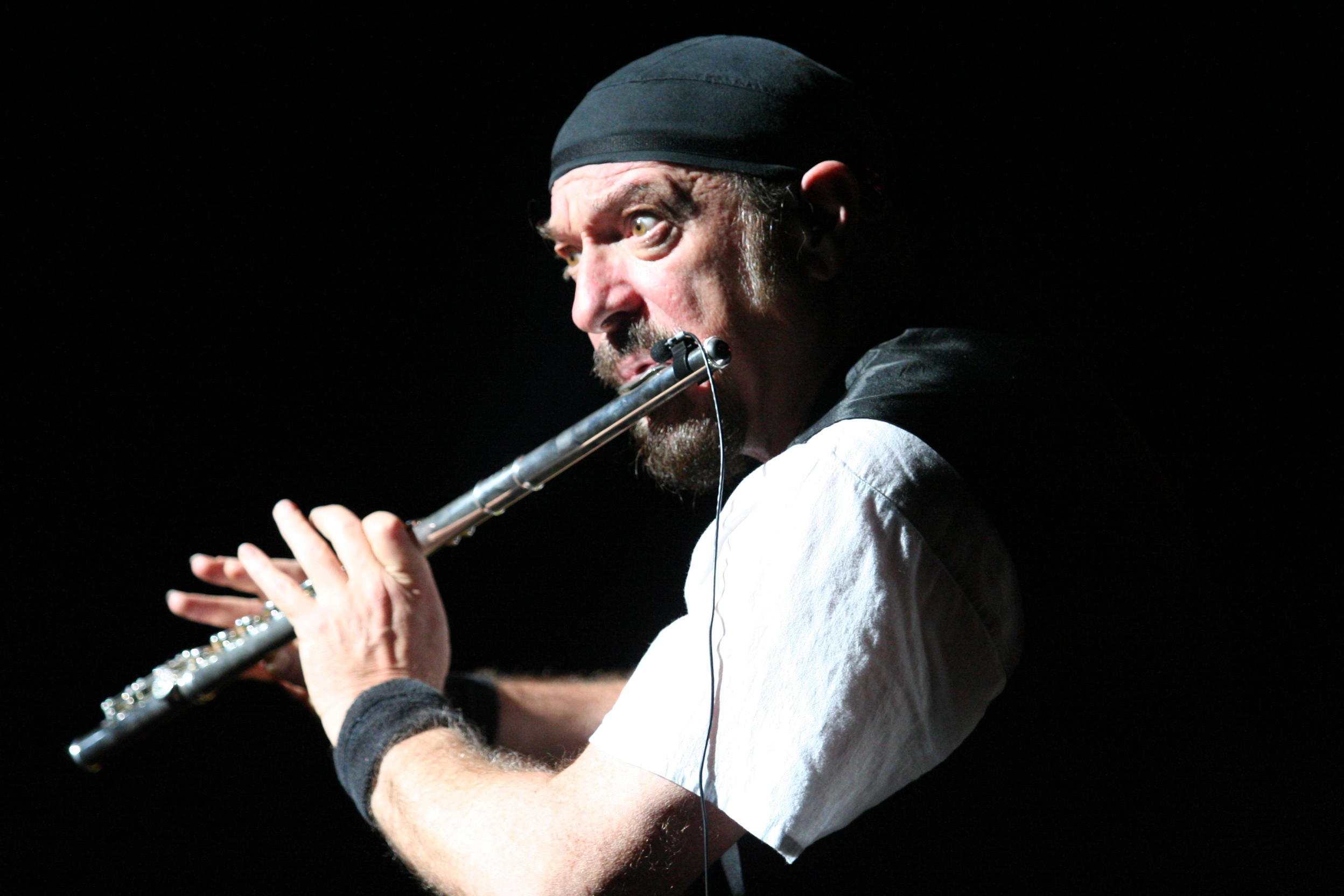
Ian Anderson, durante un concierto de los Tull, en el tour por América de 2007.

La nueva formación publicó Stand Up en 1969, el único álbum de la banda en llegar al primer puesto en ventas en el Reino Unido. Escrito íntegramente por Anderson (con la excepción de la "Bourée" (Buscar vídeos) de la Suite en mi menor para laúd, BWV 996 de Johann Sebastian Bach, cuya versión en esta obra adquiere toques jazzísticos), el álbum presentaba una variedad mayor que el anterior: no solo había piezas de blues, sino elementos de jazz y folk, con toques innovadores y roqueros, aunque sin llegar a parecerse al rock progresivo que estaba surgiendo en esa época con bandas como King Crimson, The Nice y Yes. El single "Living in the Past", del mismo año, comenzó una serie de singles exitosos que duró hasta los años ochenta. Aunque inspirado en "Take Five", del músico de jazz Paul Desmond, "Living in the Past" es una composición mucho más cercana al rock que al jazz, tendencia hacia la que se orientó definitivamente la banda.
En diciembre de 1969, graban "Witch's Promise", el primer single grabado en estéreo de la historia de la música (el primer LP completo había sido Sgt. Pepper's, de los Beatles).

#### Benefit(1970)
En 1970, se reincorporó a la agrupación el teclista John Evan (aunque, técnicamente, durante esa etapa solo era un músico invitado), con quien la banda grabó Benefit, que presenta una continuidad de estilo con el álbum anterior y que es deudor tanto de unas innovadoras técnicas de grabación de estudio como de las habilidades compositivas de la banda. Este álbum suele dividir la opinión de los oyentes.
Cornick dejó la banda tras la grabación de Benefit, y fue reemplazado por Jeffrey Hammond (también conocido como Jeffrey Hammond-Hammond), amigo de la infancia de Anderson a cuyo nombre hacen referencia las canciones "A Song for Jeffrey", "Jeffrey Goes to Leicester Square" y "For Michael Collins, Jeffrey, and Me". Fue el mismo Anderson el que enseñó a tocar el bajo a su amigo para que se incorporase a la banda.
En 1970 participaron también en el histórico concierto de la Isla de Wight (Inglaterra), junto con otros grupos y músicos que también harían historia en el mundo del rock.

#### El gran éxito:Aqualung(1971)
Esta alineación lanzó la obra más universal de Jethro Tull, Aqualung, en 1971. Este álbum es una combinación de hard rock (en los temas que tratan sobre la marginación o la religión oficial), y acústicas y poéticas canciones —como el tema "Wond'ring Aloud" — sobre lo insulso de la vida diaria. Aqualung es amado y odiado por igual, aunque la canción titular y "Locomotive Breath" se escuchan frecuentemente en las emisoras de radio de rock clásico. El álbum fue incluido en la posición 337 de la lista que, en 2003 la revista Rolling Stone hizo de "los 500 mejores álbumes de todos los tiempos".
Las letras de Anderson expresaban en el álbum opiniones críticas sobre la religión y la sociedad. El personaje principal de "Aqualung" es un mendigo alcohólico, sin techo y, para más inri, pedófilo; mientras que "Cross-Eyed Mary" (María la Bizca) es una prostituta menor de edad. "My God" (impresionante en su solo de flauta) es un ataque directo a la Iglesia de Inglaterra. En la cubierta, la polémica frase "En el comienzo, el hombre creó a Dios, y le dio poder sobre todas las cosas", está inspirada en la filosofía de Feuerbach. Algunas partes de este disco (así como, posteriormente, de Thick as a Brick o Minstrel in the Gallery) fueron censuradas en España durante la dictadura de Francisco Franco.
El baterista Clive Bunker fue reemplazado por Barriemore Barlow a principios de 1971 (primero grabó con la banda el EP Life is a Long Song y apareció por primera vez en un LP de la banda en Thick as a Brick, en 1972).

#### Thick as a Brick(1972) o la apoteosis creativa
Thick as a Brick (1972), considerado el mejor LP de la banda, es un álbum conceptual, consistente en una única y larga canción dividida en dos partes (una por cada cara del vinilo), algo así como una sinfonía compuesta por una serie de movimientos sin solución de continuidad y con una serie de leitmotivs que se repiten y dan unidad al conjunto. El primer movimiento, con su distintivo riff de guitarra acústica, fue apenas difundido en las emisoras de rock en su momento. Thick as a Brick fue el primer álbum de Jethro Tull en llegar al primer puesto en la lista de Billboard de Estados Unidos (el álbum del siguiente año, A Passion Play fue el otro; las canciones de ambos álbumes superaban los 40 minutos de duración). Con este álbum, mezcla de música medieval y rock, los Jethro Tull llegan al culmen de su virtuosismo instrumental. El quinteto que aparece en este álbum fue una de las alineaciones más duraderas de Jethro Tull, la cual perduró hasta 1975. El álbum es considerado una de las obras maestras del género junto con discos como Close to the Edge, Selling England By The Pound y In the Court of the Crimson King, entre otros.

#### Living in the Past(1972)
También en 1972 se publicó Living in the Past, álbum doble que compila singles, caras B y outtakes (incluyendo el EP Life is a Long Song entero, que cierra el álbum), con una cara entera grabada en vivo en 1970 en el Carnegie Hall de Nueva York. El resto de este concierto se publicó en la caja conmemorativa del 25 aniversario de la banda. En relación con las canciones grabadas en estudio que incluye, muchos fanes lo consideran una de las mejores obras del grupo. El tema que da título al LP es uno de los singles más conocidos de Jethro Tull.

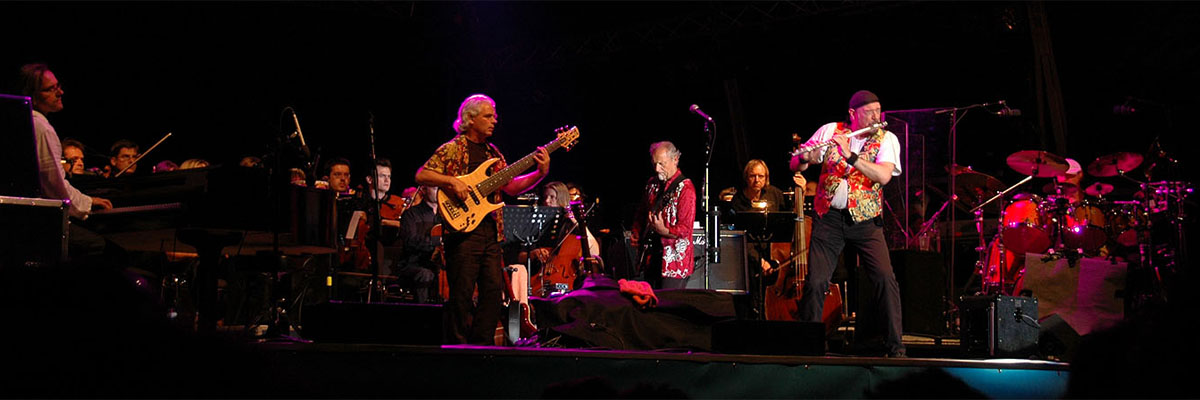
Los Jethro Tull en el Hessentag de Butzbach (Alemania), en 2007.

#### A Passion Play(1973)
En 1973, la banda intentó grabar un álbum doble (desde un exilio autoimpuesto fuera de Gran Bretaña, para ahorrar impuestos) en el Chateau d'Herouville (algo que muchos músicos, como los Rolling Stones y Elton John acostumbraban a hacer en esa época), pero no contentos con la calidad del estudio de grabación, lo abandonaron, junto con el proyecto; más tarde se burlarían del mismo llamándolo "Chateau d'Isaster" (estas canciones fueron lanzadas más tarde en el disco de recopilación Nightcap, de 1993 y parcialmente en el cofre de 5 LP "20 Years Of Jethro Tull").
En cambio, aprovechando algunas de estas grabaciones, editaron inmediatamente A Passion Play, otro álbum conceptual de una sola canción con letras muy alegóricas. Tras varios años de creciente popularidad, A Passion Play se vendió bien, pero en general recibió críticas desfavorables por parte de la crítica especializada. Sin embargo, para muchos fanes es en este álbum donde la voz de Anderson está en su máximo esplendor.
Hasta este momento, Ian Anderson había mantenido una relación amistosa con la prensa, pero desde este álbum la misma desapareció, aunque la banda siguió siendo popular entre el público. Tras este álbum, se difundió el rumor de que la banda se separaba.

#### War Child(1974)
War Child, un álbum publicado en 1974 y que originalmente iba a ser la banda de una película que se grabaría en Suiza, llegó al segundo puesto en la lista de Billboard y recibió opiniones favorables por parte de la crítica. En él se incluyó el hit "Bungle in the Jungle". También estaba incluida en el álbum una canción, "Only Solitaire", dedicada supuestamente al crítico del L.A. Times Robert Hilburn, uno de los críticos musicales más duros con Anderson.

#### Minstrel in the Gallery(1975): el genial trovador
En 1975 la banda editó Minstrel in the Gallery, un álbum que se asemejaba a Aqualung en el hecho de que contrastaba hábilmente canciones suaves, basadas en el uso de suaves guitarras acústicas, con piezas más largas y duras en las que sobresalía la guitarra eléctrica de Barre. Esta obra provocó reacciones dispares entre los críticos, pero el álbum se convirtió en uno de los más adorados por los fanes de la agrupación, aunque no haya sido tan exitoso en ventas. Tras este álbum, el bajista Jeffrey Hammond-Hammond dejó la banda, y fue reemplazado por el excelente músico y cantante John Glascock, un auténtico Bass master, que aportó al grupo, además, una magnífica segunda voz.

#### Too Old to Rock 'n' Roll: Too Young to Die!(1976): nunca demasiado viejos
En 1976 salió a la venta Too Old to Rock 'n' Roll: Too Young to Die!, otro álbum conceptual, esta vez sobre la vida de un roquero que se sentía envejecer. Anderson, afectado por las críticas (en especial las que había recibido anteriormente por A Passion Play), respondió con letras aún más duras. La prensa se preguntó si la canción titular era autobiográfica, algo que Anderson negó.

#### Sus actuaciones en vivo
Desde principios de los setenta, los Tull habían pasado de ser un grupo de rock progresivo a una de las bandas más populares y espectaculares en vivo en todo el mundo. En sus conciertos, la banda era reconocida por su teatralidad y sus largos medleys con pequeños interludios instrumentales. Mientras que el Jethro Tull temprano mostraba a un maniático y gesticulante Anderson con largo pelo y barba, vestido con ropa harapienta, cuando la banda comenzó a volverse popular comenzó a utilizar disfraces diversos. Los otros miembros hicieron lo mismo, con Jeffrey Hammond-Hammond vistiéndose con un traje de rayas diagonales blancas y negras, John Evan vestido siempre con un traje blanco, John Glascock, con mangas japonesas y botas de leñador, etc. Los shows en vivo también se caracterizaban por interludios interactivos que incluían llamadas telefónicas en el escenario, pequeños filmes, y performances como la del cuento infantil "The Story of the Hare Who Lost His Spectacles" (incluido en A Passion Play).
A medida que la banda se orientaba hacia un estilo más estable a fines de los años setenta, también comenzaron hacer shows más tranquilos y menos extravagantes, aunque sus presentaciones aún incluían instrumentales ampulosos y los famosos globos gigantes que Anderson hacía rebotar sobre su cabeza antes de lanzarlos volando al público.

### Folk rock (1977-1979): la segunda edad dorada

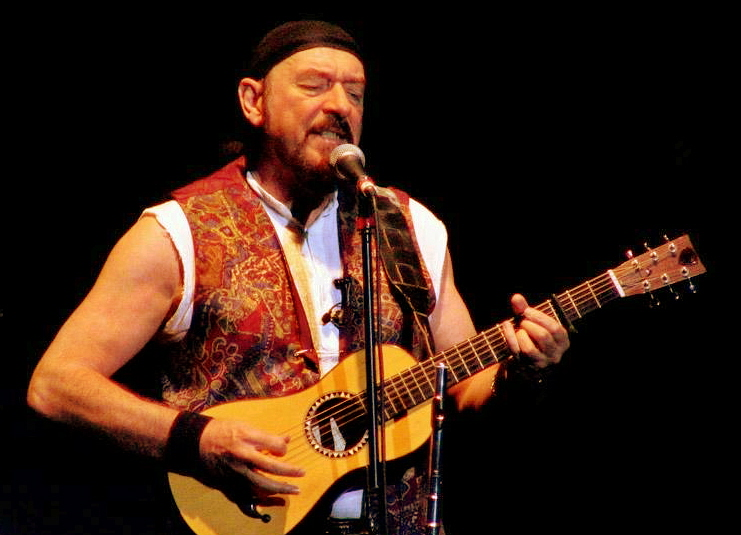
Ian Anderson, en Milán (2006).

La banda cerró la década con una trilogía de álbumes, con influencias de folk rock: Songs from the Wood, Heavy Horses y Stormwatch. Songs from the Wood, inspirado totalmente en el folk medieval inglés, fue el primer álbum de Jethro Tull en recibir críticas unánimes positivas desde la época de Thick as a Brick. Heavy Horses siguió la misma línea y recibió buenas críticas.
Jethro Tull ya habían colaborado con la banda de folk rock Steeleye Span durante años. Aunque no solían ser considerados como parte del movimiento folk rock (que había surgido casi una década antes con bandas como Fairport Convention), había un claro intercambio de ideas entre los Tull y otras bandas de folk. Además, en esta época Anderson se había mudado a una granja en zona rural, y su nuevo estilo de vida quedó claramente reflejado en estos álbumes.
La banda siguió haciendo giras, y lanzó un magistral álbum doble en vivo en 1978, titulado Bursting Out, que contenía impresionantes interpretaciones en vivo de la alineación que los fanes consideran la era dorada de la banda. Destaca especialmente la calidad vocal de todos los cortes -con Anderson y Glascock especialmente inspirados en las armonías- el solo de flauta que Anderson realiza en dicha obra, el brillante trabajo del virtuoso Martin Lancelot Barre a las guitarras y la impecable precisión y contundencia de la base rítmica formada por los espléndidos Barriemore Barlow y John Glascock. El álbum se adereza, además, con las típicas bromas que realiza Anderson al público y a la banda. La edición original en vinilo contiene tres canciones que no aparecieron en las ediciones iniciales en un CD (debido a que su duración excedía de 80 minutos): dos solos de guitarra de Martin Barre ("Quatrain" y "Conundrum") y una versión del exitoso single de 1969 "Sweet Dream". Estas canciones fueron agregadas de la nueva edición en doble CD remasterizado que fue lanzada al mercado en el año 2004.
En esta etapa, David Palmer, quien se había encargado de los arreglos de cuerdas para algunos álbumes anteriores del grupo, se unió formalmente al mismo, para encargarse principalmente de los teclados y de los arreglos orquestales.
El 17 de noviembre de 1979 el bajista y cantante John Glascock falleció tras una desesperada intervención quirúrgica en el corazón -a causa de una incurable dolencia congénita- mientras grababan el álbum Stormwatch, que tuvo que ser completado sin su presencia (Anderson tuvo que tocar el bajo en algunas canciones). En esa época, Anderson decidió grabar también su primer álbum como solista, Walk into Light.

#### Songs from the Wood(1977)
Songs from the Wood fue el décimo álbum del grupo, que presentaba una serie de finos y cuidadosos arreglos de tipo folk. El álbum se caracteriza por el equilibrio de melodías campestres inglesas con el sonido eléctrico de la guitarra de Martin Barre, las sutiles armonías vocales de John Glascock, los arreglos orquestales y la delicadeza acústica de las flautas y guitarras del propio Anderson.
La portada refleja a un campestre Ian Anderson en pleno bosque.

#### Heavy Horses(1978)
Undécimo álbum de estudio de Jethro Tull en el que Ian Anderson reivindica el trabajo de los caballos en el campo y lamenta que sean sustituidos por tractores y artilugios mecánicos. Sigue la línea acústica de su anterior trabajo, aunque empiezan a volver a tomar relevancia los riffs eléctricos de Martin Barre (por ejemplo, en "No Lullaby").

#### Bursting Out(1978)
En ese período se publicó el primer disco en directo del grupo, Bursting Out, en una época en que las nuevas corrientes musicales iban por otros derroteros de la mano de, por ejemplo, el punk.

#### Stormwatch(1979)
Con Stormwatch, el estilo cálido y acústico de Jethro Tull comenzaba levemente a cambiar dando origen a un sonido un poco más frío, aunque todavía dentro de la trilogía folkie mencionada más arriba.
Tal como se ha dicho más arriba, durante la grabación de este álbum falleció el gran bajista y cantante John Glascock. En su homenaje y emocionado recuerdo, el grupo incluyó en el álbum el tema Elegy, una pieza compuesta por David Palmer.
Tras la grabación de este LP, cambió la totalidad de los componentes del grupo, excepto Ian Anderson y Martin Barre.

### Rock electrónico (1980-1984) y época de decadencia
Con la llegada de los años 80 comienza una etapa de decadencia en la música del grupo. Ante el giro hacia la música electrónica que Anderson quería imprimir a la banda, la mayoría de sus miembros se separan, quedándose solo Anderson con Barre y teniendo que incorporar nuevos miembros que los sustituyeran. La inspiración del grupo queda notablemente mermada, porque, aunque el alma de la banda había sido Ian Anderson, las aportaciones que John Evan, David Palmer, John Glascock y Barriemore Barlow habían conferido a su música eran insustituibles. Con la desaparición de estos miembros, se vio más claro que nunca que Jethro Tull había sido esos años no solo Ian Anderson, sino un auténtico grupo en el que la complementariedad de sus miembros aportaba una personalísima riqueza musical.

#### A(1980)

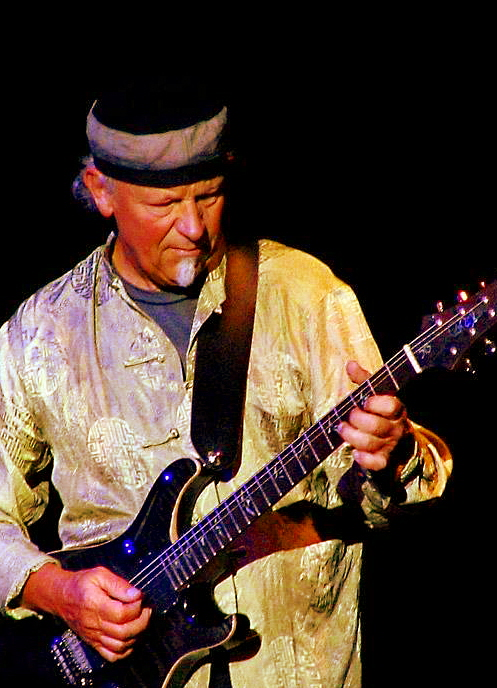
El guitarrista de Jethro Tull, Martin Barre.

Debido a presiones de Chrysalis Records, Anderson lanzó, en 1980, el que iba a ser su primer álbum como solista, como si fuera un álbum de Jethro Tull A (nombre que provenía de las etiquetas de las cintas, que se habían llamado simplemente A por Anderson), contaba con la presencia de Barre en la guitarra eléctrica, Dave Pegg (de Fairport Convention) en el bajo, y Mark Craney en la batería. El álbum tenía elementos marcadamente electrónicos, aportados por el teclista y violinista invitado Eddie Jobson (ex Roxy Music y UK). Ofrecía un sonido completamente distinto a todo lo que Jethro Tull había hecho con anterioridad, gracias al predominante uso de sintetizadores. Los tours promocionales de este álbum fueron muy innovadores porque incluían novedosas improvisaciones acústicas con sintetizador y, para los fanes, constituyen las últimas grandes actuaciones de la banda. Existen varios discos piratas (bootlegs) de estos conciertos con sonido muy aceptable.

##### Slipstream(1980)
J.T. grabaron en esa época un vídeo titulado Slipstream, una película sobre su concierto en el Royal Albert Hall de Londres en septiembre de 1980, con la formación de A. El estilo electrónico de ese álbum era aún más prominente en estas presentaciones en vivo y fue usado con un efecto muy llamativo en algunas de sus canciones más viejas como "Locomotive Breath". El sonido más reconocible de Jethro Tull se mostraba en una versión acústica de "Skating Away on the Thin Ice of the New Day", con Pegg a la mandolina.
Slipstream, durante mucho tiempo una rareza en VHS, fue incluido en 2004 como DVD bonus en la versión digitalmente remasterizada de A.

#### The Broadsword and the Beast(1982)
Jobson y Craney abandonaron el grupo tras la gira de A y los Jethro Tull pasaron por un período en que hubo diversos baterías (entre ellos Gerry Conway y Doane Perry). Peter-John Vettese reemplazó a Jobson en los teclados, y la banda retornó a un sonido más cercano al folk, pero aún con sintetizadores, en 1982, con el álbum conceptual The Broadsword and the Beast, con una estética en la portada cercana a El Señor de los Anillos, de Tolkien. 1981 había sido el primer año en que la banda no había editado ningún disco. Este álbum aún contiene grandes canciones como Beastie, Pussy willow o la misma Broasword y aunque no tuvo grandes ventas mantiene la calidad y originalidad que siempre ha caracterizado al grupo.

#### Ian Anderson por fin en solitario:Walk into Light(1983)
El primer álbum como solista de Anderson finalmente vio la luz en 1983. Se tituló Walk into Light y contenía muchos elementos electrónicos, como en los álbumes de esa época de Jethro Tull. Al igual que con muchas otras experiencias solistas de Anderson y Barre, algunas de sus canciones eran tocadas más tarde en los shows de la banda.

#### Under Wraps(1984)
En 1984 la banda editó Under Wraps, otro álbum con una fuerte carga electrónica. Aunque la banda aparentemente quedó satisfecha con su sonido, el álbum no fue muy bien recibido, en especial en Estados Unidos, y, como resultado de diversos problemas de garganta que tuvo Anderson, los Tull interrumpieron su actividad durante tres años, situación que Anderson aprovechó para fundar un negocio altamente lucrativo de cría de salmones.
La voz de Anderson nunca ha sido la misma a partir de este álbum, esto es especialmente reconocible en los conciertos en directo y en los tonos altos.

#### A Classic Case(1985)
En 1985 publicarían el único disco enteramente instrumental del grupo, grabado con la London Symphony Orchestra, dirigida por David Palmer.

#### Original Masters(1985)
En 1985 Crhysalis publicó un nuevo Grandes Éxitos del grupo, Original Masters, el tercero tras M.U. - The Best of Jethro Tull y Repeat - The Best of Jethro Tull - Vol II. Aunque fue editado en esa fecha, los temas son todos anteriores a 1977.

### Hard rock (1987-1990): un tímido renacer

#### Crest of a Knave(1987) y el Grammy de 1989

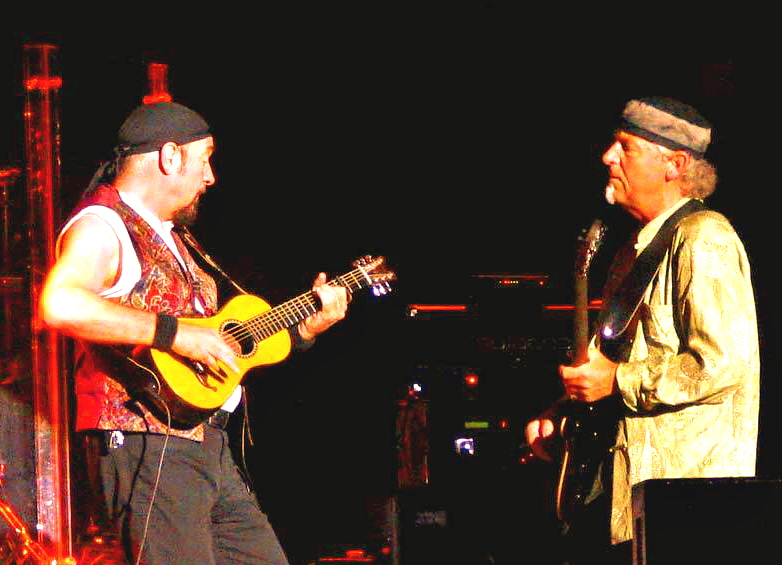
Ian Anderson y Martin Barre (2006).

El grupo retornó en 1987 con Crest of a Knave. Sin Vettese (Anderson se hizo cargo de los sintetizadores), y con la guitarra eléctrica de Barre como centro de atención, el álbum fue un éxito tanto de crítica como comercialmente, y ganó el premio Grammy de 1989 por The Best Hard Rock/Metal Performance (Mejor Performance de Hard Rock/Metal), derrotando, contra todo pronóstico, a los favoritos Metallica.
El premio fue particularmente controvertido, puesto que muchos no consideran a Jethro Tull como una banda de hard rock, y mucho menos de heavy metal. El hecho adicional de que ésta fuera la primera ocasión en que se entregaba un Grammy de heavy metal fue visto como un insulto para los fanáticos del género. Tal vez como consecuencia de esto, desde entonces se entregaron Grammys para bandas de heavy metal y hard rock por separado. Por recomendación de su mánager, ninguno de los integrantes del grupo había asistido a la ceremonia (parecía que no tenían posibilidades de ganar), afortunadamente para ellos, puesto que apenas fueron anunciados como ganadores, parte de la audiencia abucheó el resultado. La banda, como consecuencia de las críticas, respondió lanzando un anuncio en una revista musical británica en el que se decía: "The flute is a heavy, metal instrument!".
El estilo de Crest of a Knave ha sido comparado con el de Dire Straits porque Anderson había perdido gran parte de su registro vocal tras una complicada operación de garganta. Sin embargo, Crest of a Knave contiene varios grandísimos temas como "Farm on the freeway", "Said She Was A Dancer" o "Budapest" entre otros.
Sin embargo, y en retrospectiva, los aportes de Jethro Tull al surgimiento del heavy metal se pueden apreciar en sus primeros álbumes, por tanto no es de extrañar que en algunas críticas figuren como precursores.

#### 20 Years of Jethro Tull(1988)
En 1988 se editó 20 Years of Jethro Tull, un álbum recopilatorio compuesto por 5 LP (también lanzado en una versión de 2 LP más corta, llamada 20 Years of Jethro Tull: Highlights, y posteriormente reeditado en 3 CD, que estaba compuesto por outtakes de toda la historia de la banda, y de una gran variedad de versiones en vivo y de canciones remasterizadas digitalmente. Además, incluía un cuadernillo que detallaba la historia de la banda.

#### Rock Island(1989)
En 1989 publicaron Rock Island, álbum de similar estilo que Crest of a Knave, pero de inferior calidad. Durante la gira del mismo, se proyectaban siluetas de bailarinas durante la canción "Kissing Willie", y la proyección concluía con una imagen que bordeaba lo pornográfico. Otra canción del álbum llamada "Big Riff and Mando" reflejaba la vida de la banda de gira, y hacía referencia al robo de la mandolina de Barre por parte de un apasionado fan.

### Los años 1990
Durante la década siguiente, la banda lanzó una serie de álbumes menos influidos por el hard rock: Catfish Rising (1991), Roots to Branches (1995) y J-Tull Dot Com (1999), aunque este último puede considerarse como el iniciador de la siguiente etapa de los Jethro Tull.

#### Catfish Rising(1991)

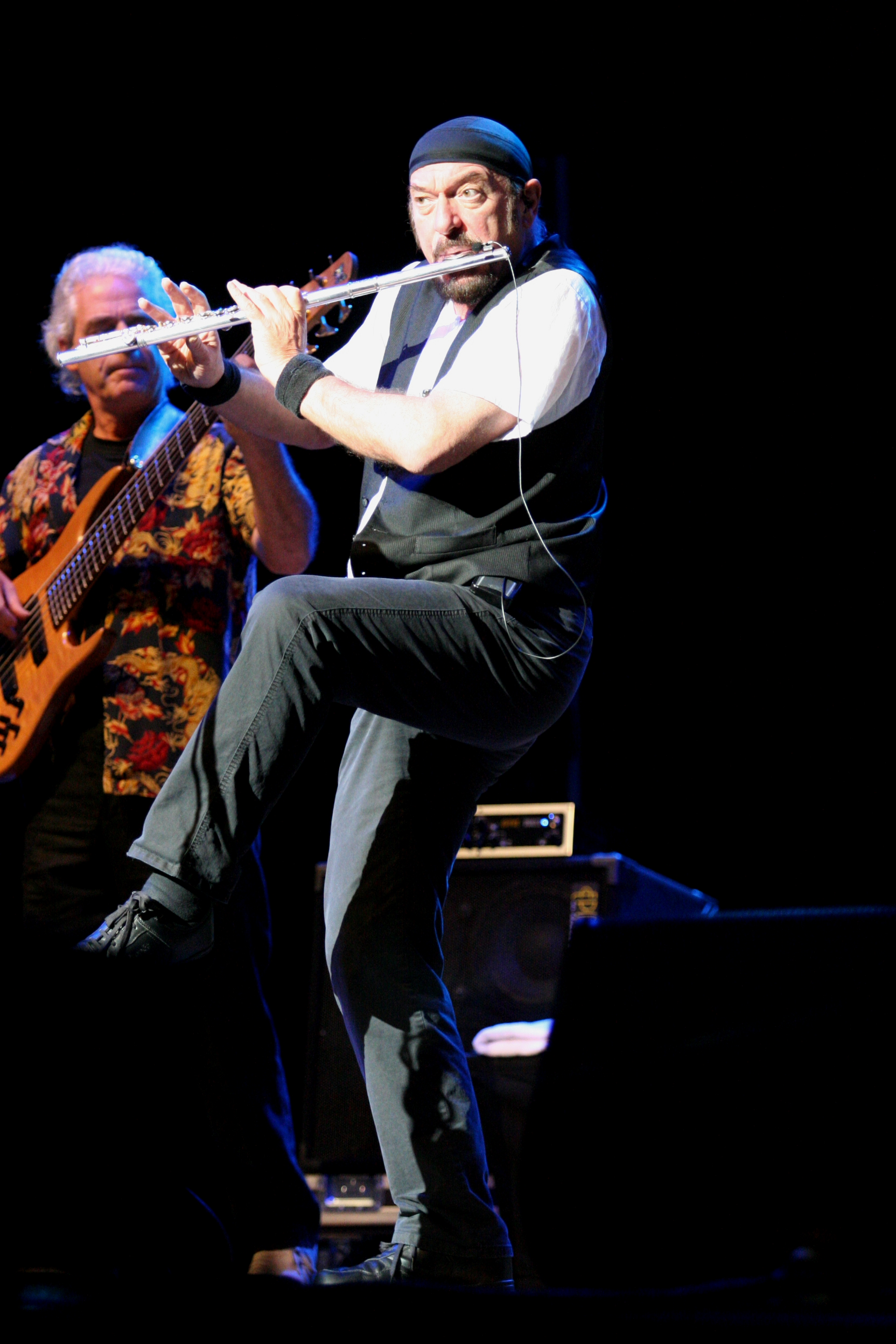
Tour por América de 2007.

Catfish Rising recoge influencias del blues y del folk estadounidense de ascendencia irlandesa. También se deja notar cierta influencia de los Dire Straits.

#### A Little Light Music(1992)
En 1992 apareció A Little Light Music, un álbum en vivo, acústico en su mayor parte, que tuvo una buena aceptación entre los fanes por sus versiones de antiguas composiciones de la banda.

#### 25th anniversary(1993)
En 1993 editaron una edición limitada conteniendo 4CD en caja con formato de caja de puros. Especialmente interesantes son el 2.º CD que contenía la parte no editada hasta la fecha del histórico concierto en "Carnegie Hall, N.York 1970" (2 temas no incluidos aquí ya fueron editados en 1972 dentro del 2LP Living in the past.
Asimismo, es importante escuchar el tercer CD "The Beacons bottom tapes" por tratarse de nuevas grabaciones de sus temas más conocidos con arreglos distintos.
Los CD primero y cuarto son menos interesantes pues el 1.º contiene remezclas de sus temas conocidos y el 4.º varias grabaciones en vivo (con buena calidad) en conciertos varios a lo largo de los años. La mayor parte de los temas de estos conciertos circulan como discos piratas de la banda.

#### Nightcap(1993)
El principal interés de este doble CD es que contiene por primera vez las composiciones realizadas en Francia durante 1973 y denominadas "Château disaster tapes". También se incluyen varios pasajes que quedaron fuera de A Passion Play y temas descartados para el álbum Warchild.

#### Roots to Branches(1995) yJ-Tull Dot Com(1999)
Estos dos álbumes mostraron una mayor inspiración en el folk y en la world music, reflejando distintas influencias musicales recibidas tras décadas de giras por todo el mundo. En canciones como "Out of the Noise" (Roots to Branches) y "Hot Mango Flush" (J-Tull Dot Com), Anderson describe vívidas imágenes de las calles del tercer mundo. Estos últimos álbumes reflejaban la aceptación, por parte de Anderson, del hecho de que ya era una vieja estrella del rock, con canciones como "Another Harry's Bar", "Wounded, Old and Treacherous" (ambas de Roots to Branches) y "Wicked Windows" (de J-Tull Dot Com), que trata sobre unas gafas para leer.
En 1995 Anderson lanzó su segundo álbum como solista, Divinities: Twelve Dances with God, obra de doce piezas instrumentales que giran alrededor de su prodigiosa flauta.
En 1996 salió al mercado un álbum de tributo a Jethro Tull titulado To Cry You a Song: A Collection of Tull Tales. En él colaboraron antiguos miembros de Jethro Tull, así como otros artistas y grupos, entre los que cabe destacar Keith Emerson, Tempest y Wolfstone.

### La cuarta década de Jethro Tull (desde 1999 en adelante)
La última etapa puede caracterizarse por el lanzamiento periódico de discos por parejas: a cada disco de Jethro Tull le seguirá otro de Ian Anderson en solitario de similares características.
La etapa se inicia con la edición de dos discos de excepcional calidad: uno de Jethro Tull, J-Tull Dot Com (1999), y otro de Ian Anderson, The Secret Language of Birds (2000), ambos relacionados en su estilo, que siguen mostrando influencias de la world music.
Al comienzo del nuevo milenio, la voz de Anderson parecía haber recuperado parte de sus antiguos registros.
En 2003 se editó The Jethro Tull Christmas Album, en el que la banda interpreta canciones tradicionales de Navidad, junto con composiciones originales de Jethro Tull sobre este tema. Algunas de estas canciones son totalmente nuevas y otras, como "A Christmas Song", ya habían sido grabadas en álbumes anteriores, aunque en este se ofrecía una nueva versión. 

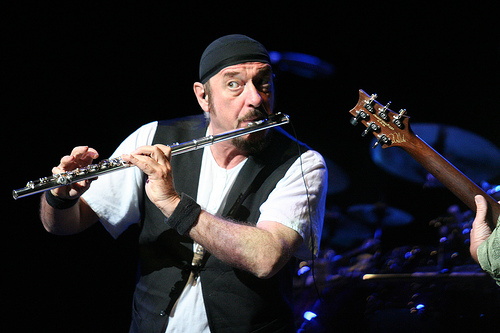
Tour por América de 2007.

Este disco se vio acompañado por otro de Ian Anderson en solitario, Rupi's Dance (2003), que mantiene las características de The Secret Language Of Birds, aunque sin alcanzar sus cotas de calidad.
Sorprendentemente, también en 2003, el antiguo componente de la banda David Palmer, de 66 años, anunció que se había cambiado de sexo y que, a partir de entonces se llamaría Dee Palmer. La noticia sorprendió a los miembros de la banda y fue noticia mundial, pues nadie se esperaba que Palmer, casado, con hijos, que siempre había mostrado un aspecto barbudo y que había pertenecido a los Royal Horse Guards, hubiera deseado ser mujer desde hacía años. David Palmer esperó al fallecimiento de su mujer para dar dicho paso.
En 2005 se editó un álbum doble en vivo y un DVD de Ian Anderson llamado Ian Anderson Plays the Orchestral Jethro Tull, al igual que un DVD de Jethro Tull titulado Nothing is Easy: Live at the Isle of Wight 1970 y otro álbum en vivo titulado Aqualung Live (grabado durante el año 2004).
El exbatería Mark Craney, componente de la formación entre 1980 y 1981, murió de diabetes y neumonía el 26 de noviembre de 2005. Había padecido a lo largo de los años un largo historial de problemas de salud, con afecciones renales, cardíacas y parálisis; unos cuantos miembros del grupo (incluyendo a Anderson) ayudaron a Craney en el pago de sus elevadas facturas médicas, mediante su colaboración en el álbum Something with a Pulse.
En la primera mitad de 2005, en un anuncio publicado en el sitio oficial del grupo, Anderson afirmaba que la banda no tenía planes de grabar nuevos discos de estudio en un futuro próximo y que quería dedicar su tiempo a tocar en vivo tanto con Jethro Tull como con su banda solista, los Rubbing Elbows. También indicó que le gustaría realizar esporádicas colaboraciones con otros músicos.
En diciembre de 2007, la reina Isabel II de Inglaterra, en reconocimiento a sus servicios al mundo de la música, otorgó a Ian Anderson la Orden del Imperio Británico en calidad de Oficial (OBE) (Officer of the British Empire).

### La censura sobre Jethro Tull

#### España
En España, debido a la censura imperante durante la dictadura del franquismo, el álbum Aqualung (1971) no fue publicado hasta 1976, y en una edición en la que la canción "Locomotive Breath" había sido censurada, siendo sustituida por "Glory Row". Esta última canción aparecería después en los demás países en recopilaciones o como bonus track. Esto convirtió a la edición española del álbum en una pieza muy apreciada para coleccionistas de otros países. Paradójicamente "Locomotive Breath" ya había aparecido en el recopilatorio de 1972 Living in the Past.
Igualmente en los años 1970, durante una actuación en Barcelona, funcionarios de la censura se empeñaron en revisar sus ropajes medievales con mallas ajustadas. Sobre esta situación, Ian Anderson ha bromeado en multitud de ocasiones pues, hasta ese momento, según él decía irónicamente, nunca se había considerado un "sex symbol" que pudiera excitar la libido de sus fanes.

## Miembros
Formación actual
- Ian Anderson - flauta, voz, guitarra, mandolina y armónica (principal compositor)
- Joe Parrish (desde 2020) - guitarra
- Scott Hammond (desde 2017) - batería
- John O'Hara (desde 2007) - teclados
- David Goodier (desde 2007) - bajo

## Miembros anteriores
Baterista
- Clive Bunker (1967-1971)
- Barriemore Barlow (1971-1980)
- Mark Craney (1980-1981) (fallecido)
- Gerry Conway (1982, 1987) (fallecido)
- Paul Burgess (1982) (solo en giras)
- Dave Mattacks (1991-1992)
- Phil Collins (1982) (solo en giras)
- Doane Perry (1984-2011)

Bajistas
- Glenn Cornick (1967-1970) (fallecido)
- Jeffrey Hammond-Hammond (1970-1975)
- John Glascock (1975-1979) (bajo, segunda voz y guitarra ocasional. Fallecido)
- Tony Williams (1978) (reemplazo temporal de Glascock, a causa de su enfermedad)
- Dave Pegg (1979-1995) (bajo y mandolina)
- Jonathan Noyce (1995-2007) - bajo

Teclistas
- John Evan (1970-1980) (teclados y órgano)
- David Palmer (1976-1980) (actualmente Dee Palmer, después de su cambio de sexo) (teclados, órgano y dirección de orquesta)
- Eddie Jobson (1980-1981) (teclados y violín)
- Peter-John Vettese (1982-1985) (teclados y sintetizadores)
- Maartin Allcock (1988-1991) (fallecido)
- Andrew Giddings (1991-2007) - teclados

Guitarristas
- Mick Abrahams (1967-1968) (guitarra y voz)
- Tony Iommi (1968) (en el Rolling Stones' Rock and Roll Circus)
- Martin Barre (1968-2011)
- Florian Opahle (2017-2019)

## Discografía
- 1968: This Was
- 1969: Stand Up
- 1970: Benefit
- 1971: Aqualung
- 1972: Thick as a Brick
- 1973: A Passion Play
- 1974: War Child
- 1975: Minstrel in the Gallery
- 1976: Too Old to Rock 'n' Roll: Too Young to Die!
- 1977: Songs from the Wood
- 1978: Heavy Horses
- 1979: Stormwatch
- 1980: A
- 1982: The Broadsword and the Beast
- 1984: Under Wraps
- 1987: Crest of a Knave
- 1989. Rock Island
- 1991: Catfish Rising
- 1995: Roots to Branches
- 1999: J-Tull Dot Com
- 2003: The Jethro Tull Christmas Album
- 2022: The Zealot Gene
- 2023: RökFlöte

## Grupos inspirados por Jethro Tull ycovers

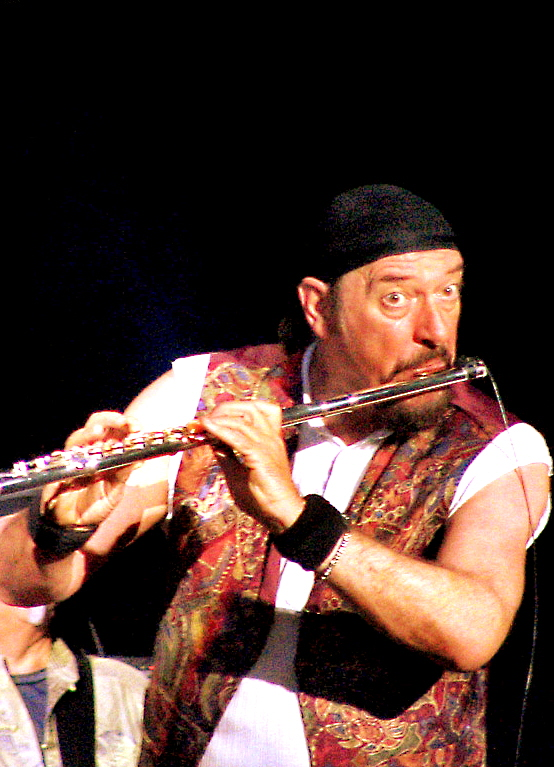
Ian Anderson en un teatro de Milán, Italia.

Algunos grupos han intentado seguir la estela de Jethro Tull, entre los cuales destaca especialmente la banda española Ñu, y otros les han imitado en algunos rasgos musicales, como en el uso de la flauta por parte de la banda neerlandés Focus. Los respectivos flautistas de estos grupos, José Carlos Molina y Thijs van Leer recuerdan mucho al peculiar estilo de interpretación de Ian Anderson.
El grupo italiano New Trolls también imitó en algunas composiciones la flauta de Ian Anderson, especialmente en la introducción con flauta y orquesta de su Concerto Grosso No. 1.
La banda argentina Contraluz surgida en 1969 en la zona norte de Buenos Aires inspiró buena parte de sus composiciones en Jethro Tull siendo de destacar el dinamismo de Alejandro Barzi a cargo de la flauta traversa. La agrupación editó algunos simples y un larga duración, "Americanos" de marcado sentido social además de participar en los famosos festivales al aire libre B.A. Rock I y II y brindar numerosos recitales en su ciudad de origen. En 1974 se disolvió.
Igualmente, el grupo tiene muchos covers o imitadores, entre los que destacan Cold Flame (de especial calidad) y las bandas War Child y Aqualung.